# Баутиста, Хосе
Хосе Антонио Баутиста (англ. José Antonio Bautista, род. 19 октября 1980 года) — доминиканский профессиональный бейсболист, играющий на позиции аутфилдера. Выступал в Главной лиге бейсбола в составе восьми разных команд. Шесть раз принимал участие в Матче всех звёзд лиги, двукратный обладатель награды Хэнка Аарона. Трижды становился обладателем награды Сильвер Слаггер. Игрок национальной сборной Доминиканской Республики, бронзовый призёр Олимпийских игр 2020 года.
Баутиста был выбран в 20-м раунде драфта МЛБ 2000 года клубом «Питтсбург Пайрэтс». После трёх сезонов в низших лигах Баутиста дебютировал в МЛБ в 2004 году за команду «Балтимор Ориолс». До конца сезона он пять раз менял клубы, пока не вернулся в «Пайрэтс». В клубе он провёл пять сезонов и 21 августа 2008 года был обменян в «Торонто Блю Джейс». В сезоне 2010 года Баутиста стал 26-м членом клуба 50 хоум-ранов. Он также был лидером МЛБ по хоум-ранам в 2010 и 2011 годах. Он дважды получал награду Хэнка Аарона, дважды награду Серебряная бита и пять раза участвовал в матчах всех звёзд МЛБ.